# Варенцов, Михаил Иванович
Михаил Иванович Варенцов (7 [20] января 1902, Шуйский уезд, Владимирская губерния — 26 мая 1977, Москва) — советский учёный-геолог, специалист в области нефтяных и газовых месторождений; доктор геолого-минералогических наук (1940), профессор (1942), член-корреспондент Академии наук СССР (1953).

## Биография
Родился 7 января (20 января) 1902 в селе Поповское Шуйского уезда, Владимирской губернии.
В 1915 году окончил сельскую школу.
В 1921—1923 годах обучался на Рабочем факультете Иваново-Вознесенского политехнического института.
В 1929 году окончил Московскую горную академию.
В 1927—1931 годах работал научным сотрудником Государственного исследовательского нефтяного института при ВСНХ СССР. В 1931—1934 годах — в Нефтяном геологоразведочном институте, с 1933 года — заведующий сектором нефтяной геологии.
В 1934—1949 годах работал в Институте горючих ископаемых Академии наук СССР: в 1936 году — старший научный сотрудник и заведующий лабораторией, с 1946 года — заместитель директора по науке. Одновременно в 1929—1937 годах преподавал в Московском нефтяном институте им. И. М. Губкина.
В 1930-е годы принимал активное участие в идеологизации науки в СССР. Объектами нападок Варенцова становились Ханс Штилле и Николай Страхов.
В 1949—1955 годах был директором Института геологических наук АН СССР (ИГН АН СССР).
В 1956—1977 годах снова работал в Институте нефти, был заведующим лаборатории региональной тектоники нефтегазоносных областей.
Был заместителем главного редактора журналов «Нефтяное хозяйство» (1932—1937) и «Советская геология» (1936—1940).
Жил в Москве (Мытная улица, дом 52/54, и Улица Губкина, дом 4).
Умер 26 мая 1977 года в Москве.
В 1925 году вступил в ВКП(б).

## Награды и звания
- 1943 — Денежная премия за совместное открытие Кинзебулатовского нефтяного месторождения.
- 1945 — Орден Трудового Красного Знамени.
- 1945 — Орден Красной Звезды (10 июня).
- 1945 — Денежная премия за совместное открытие залежей нефти в девонских отложениях, Волго-Уральская нефтегазоносная область[2]
- 1972 — Орден Октябрьской Революции
- 1972 — Почётный нефтяник СССР[3]
- 1975 — Орден Трудового Красного Знамени